# Ippolito Salviani
Ippolito Salviani (Città di Castello, 1514 – Roma, 1572) è stato un medico, letterato e naturalista italiano.
Insegnò all'Università di Roma fino al 1568 seguendo da archiatra la salute dei papi Giulio III, Marcello II, Paolo IV.
Restò famoso per la pubblicazione dell'opera di zoologia più famosa del Rinascimento, Aquatilium animalium historia, dove venivano illustrati centinaia di pesci mediterranei, rendendo il Salviani uno dei padri dell'ittiologia.
Scrisse opere di medicina ed un'opera teatrale, particolarmente diffusa in quell'epoca: La ruffiana.